# Five Spot After Dark
Five Spot After Dark ist eine Jazz-Komposition des Tenorsaxophonisten und Arrangeurs Benny Golson. 
Zum ersten Mal wurde sie von Benny Golson und Posaunist Curtis Fuller für dessen Album  Blues-ette (Savoy Records, 1959) aufgenommen. Die Blues-Komposition  entstand während des Gastspiels von Curtis Fullers Quintett mit Golson im New Yorker Jazzclub Five Spot. Kurz danach nahm es Art Farmer für sein Album Brass Shout auf. Farmer, Fuller und Golson bildeten kurze Zeit später die Formation Art Farmer/Benny Golson Jazztet, deren erster Auftritt in jenem Five Spot sein sollte.
Five Spot After Dark ist nicht zu verwechseln  mit dem Titel Bohemia After Dark (der von Oscar Pettiford geschrieben und von Cannonball Adderley gespielt wurde). Der Titel wurde auch von Shirley Scott und der Band Twobones aufgenommen.

## Diskographie
- Art Farmer/Benny Golson Jazztet: The Complete Argo/Mercury Art Farmer/Benny Golson Jazztet Sessions (Mosaic, 1960–1963)
- Curtis Fuller´s Quintet with Benny Golson: Blues-ette (Savoy, 1959)